# José Ferrer
José Vicente Ferrer de Otero y Cintrón (8. ledna 1912 – 26. ledna 1992) byl portorikánský herec, první hispánská hvězda Hollywoodu.
Roku 1950 získal Oscara za mužský herecký výkon v hlavní roli ve filmu Cyrano z Bergeracu. Nominován na sošku Akademie byl ještě dvakrát. Již roku 1940 za vedlejší roli Dauphina ve filmu Joan of Arc a roku 1952 za hlavní roli malíře Henri de Toulouse-Lautreca ve filmu Moulin Rouge. Z pozdější tvorby vstoupil do širšího povědomí například rolí Padišáha Imperátora Shaddama IV ve sci-fi Davida Lynche Duna z roku 1984. Sošku Oscara věnoval své alma mater – Universidad de Puerto Rico. Roku 2012 se objevil na americké poštovní známce.